# Deutschschweiz

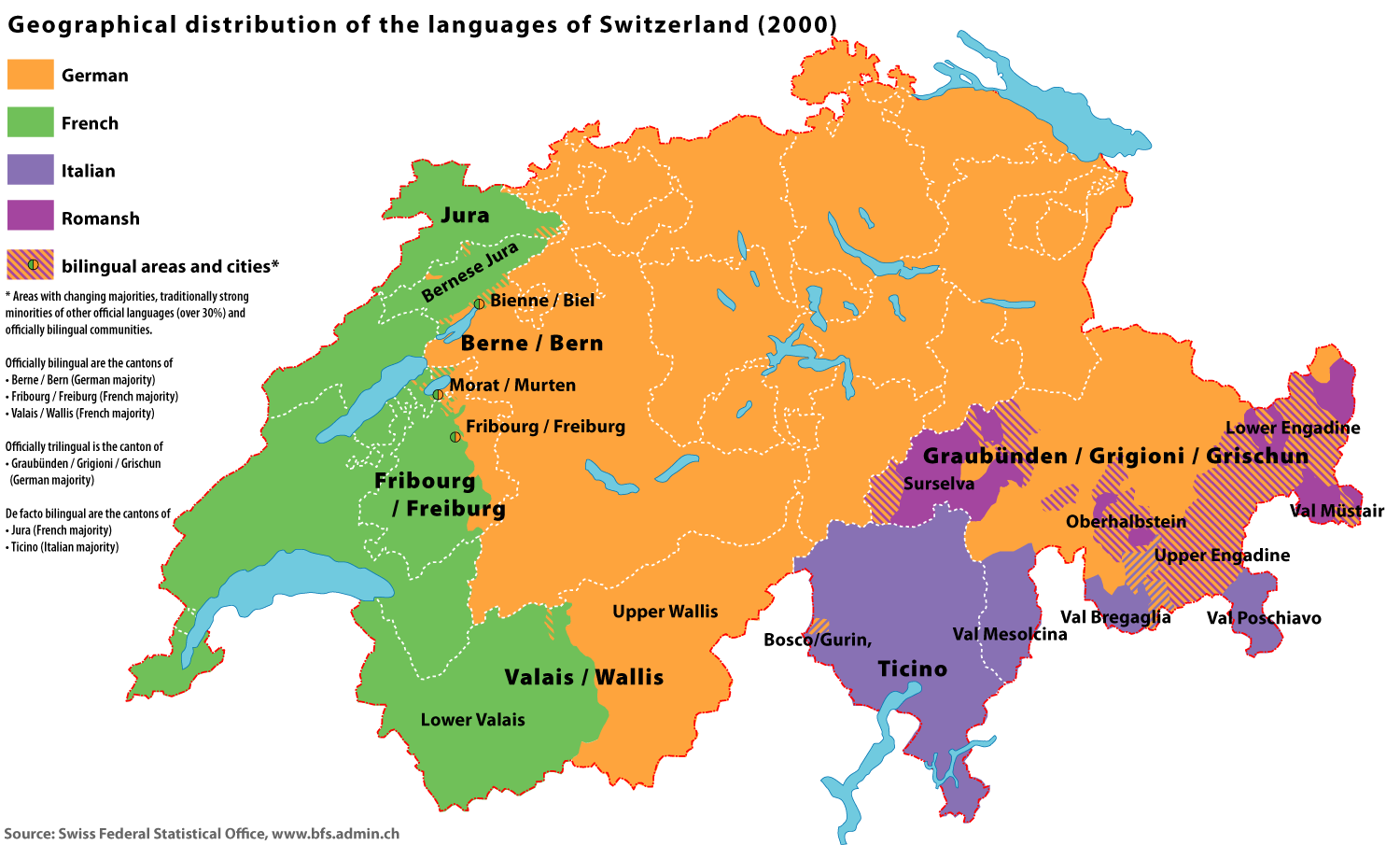
-- HET ZWITSERS TAALLANDSCHAP --
Taalgebieden in Zwitserland (2000). Het gebied van het Zwitserduits is in oranje weergegeven

Met Deutschschweiz (Frans: Suisse alémanique) wordt het Duitstalig deel van Zwitserland aangeduid. De bewoners van Deutschschweiz noemen zich Deutschschweizer.
Het gebied Deutschschweiz bestaat uit de Duitstalige kantons Zürich, Luzern, Uri, Schwyz, Obwalden, Nidwalden, Glarus, Zug, Solothurn, Basel-Stadt, Basel-Landschaft, Schaffhausen, Appenzell Ausserrhoden, Appenzell Innerrhoden, Sankt Gallen, Aargau en Thurgau en de Duitstalige gedeelten van de meertalige kantons Bern, Freiburg, Wallis, en Graubünden.

## Taal
In de Deutschschweiz wordt in het algemeen Zwitserduits gesproken. Zwitserduits, of zo als het in Basel klinkt: "Switserduuts", is voor de inwoners onder te verdelen in o.a. Baselduuts, Bernduuts, etc.